# Globo de Ouro de melhor série de comédia ou musical
Esta é uma lista das séries de televisão premiadas com o Globo de Ouro para Melhor Série (comédia ou musical) (no original em inglês, Golden Globe Award for Best Television Series - Comedy).

## Vencedores e nomeados/indicados

### Anos 1960
- 1969: The Governor and J.J.

### Anos 1970
- 1970: The Carol Burnett Show
  - The Courtship of Eddie's Father
  - Family Affair
  - The Glen Campbell Goodtime Hour
  - The Partridge Family

- 1971: All in the Family
  - The Carol Burnett Show
  - The Flip Wilson Show
  - The Mary Tyler Moore Show
  - The Partridge Family

- 1972: All in the Family
  - M*A*S*H
  - The Mary Tyler Moore Show
  - Maude
  - The Sonny and Cher Comedy Hour

- 1973: All in the Family
  - The Carol Burnett Show
  - The Mary Tyler Moore Show
  - Sanford and Son
  - The Sonny and Cher Comedy Hour

- 1974: Rhoda
  - All in the Family
  - The Carol Burnett Show
  - The Mary Tyler Moore Show
  - Maude

- 1975: Barney Miller
  - nomeados/indicados não conhecidos

- 1976: Barney Miller
  - The Carol Burnett Show
  - Donny and Marie
  - Happy Days
  - Laverne & Shirley
  - M*A*S*H

- 1977: All in the Family
  - Barney Miller
  - The Carol Burnett Show
  - Happy Days
  - Laverne & Shirley

- 1978: Taxi

- 1979: Alice / Taxi

### Anos 1980
1980: Taxi
- Alice
- The Love Boat
- M*A*S*H
- Soap

1981: M*A*S*H
- Barbara Mandrell and the Mandrell Sisters
- The Love Boat
- Private Benjamin
- Taxi

1982: Fame
- Cheers
- Love, Sidney
- M*A*S*H
- Taxi

1983: Fame
- Buffalo Bill
- Cheers
- Newhart
- Taxi

1984: The Cosby Show
- Cheers
- Fame
- The Jeffersons
- Kate & Allie

1985: The Golden Girls
- The Cosby Show
- Family Ties
- Kate & Allie
- Moonlighting

1986: The Golden Girls
- Cheers
- The Cosby Show
- Family Ties
- Moonlighting

1987: The Golden Girls
- Cheers
- Family Ties
- Frank's Place
- Hooperman
- Moonlighting

1988: The Wonder Years
- Cheers
- The Golden Girls
- Murphy Brown
- Roseanne

1989: Murphy Brown
- Cheers
- Designing Women
- Empty Nest
- The Golden Girls
- The Wonder Years

### Anos 1990
| 1990: Cheers - Designing Women - The Golden Girls - Married... with Children - Murphy Brown 1991: Brooklyn Bridge - Cheers - Evening Shade - The Golden Girls - Murphy Brown 1992: Roseanne - Brooklyn Bridge - Cheers - Evening Shade - Murphy Brown 1993: Seinfeld - Coach - Frasier - Home Improvement - Roseanne 1994: Frasier 1994: Mad About You - Grace Under Fire - Home Improvement - Seinfeld | 1995: Cybill - Frasier - Friends - Mad About You - Seinfeld 1996: 3rd Rock from the Sun - Frasier - Friends - The Larry Sanders Show - Mad About You - Seinfeld 1997: Ally McBeal - 3rd Rock from the Sun - Frasier - Friends - Seinfeld - Spin City 1998: Ally McBeal - Dharma & Greg - Frasier - Just Shoot Me! - Spin City 1999: Sex and the City - Ally McBeal - Dharma & Greg - Spin City - Will & Grace |

### Anos 2000
| 2000: Sex and the City - Ally McBeal - Frasier - Malcolm in the Middle - Will & Grace 2001: Sex and the City - Ally McBeal - Frasier - Friends - Will & Grace 2002: Curb Your Enthusiasm - Friends - Sex and the City - The Simpsons - Will & Grace 2003: The Office - Arrested Development - Monk - Sex and the City - Will & Grace 2004: Desperate Housewives - Arrested Development - Entourage - Sex and the City - Will & Grace | 2005: Desperate Housewives - Curb Your Enthusiasm - Entourage - Everybody Hates Chris - My Name Is Earl - Weeds 2006: Ugly Betty - Desperate Housewives - Entourage - The Office - Weeds 2007: Extras - 30 Rock - Californication - Entourage - Pushing Daisies 2008: 30 Rock - Californication - Entourage - The Office - Weeds 2009: Glee - 30 Rock - Entourage - Modern Family - The Office |

### Anos 2010
| - 2010: Glee - 30 Rock - The Big Bang Theory - The Big C - Modern Family - Nurse Jackie - 2011: Modern Family - Enlightened - Episodes - Glee - New Girl - 2012: Girls - Modern Family - The Big Bang Theory - Episodes - Smash - 2013: Brooklyn Nine-Nine - Fox - The Big Bang Theory - CBS - Girls - HBO - Modern Family - ABC - Parks and Recreation - NBC - 2014: Transparent - Amazon Instant Video - Girls - HBO - Jane the Virgin - The CW - Orange Is the New Black - Netflix - Silicon Valley - HBO | - 2015: Mozart in the Jungle – Prime Video - Casual – Hulu - Orange Is the New Black – Netflix - Silicon Valley – HBO - Transparent – Prime Video - Veep – HBO - 2016: Atlanta – FX - Black-ish – ABC - Mozart in the Jungle – Prime Video - Transparent – Prime Video - Veep – HBO - 2017: The Marvelous Mrs. Maisel – Prime Video - Black-ish – ABC - Master of None – Netflix - SMILF – Showtime - Will & Grace – NBC - 2018: The Kominsky Method – Netflix - Barry – HBO - Kidding – Showtime - The Good Place – NBC - The Marvelous Mrs. Maisel – Prime Video - 2019: Fleabag – BBC - The Marvelous Mrs. Maisel – Prime Video - The Kominsky Method – Netflix - The Politician – Netflix - Barry – HBO |

### Anos 2020
- 2020: Schitt's Creek – Pop TV
  - The Flight Attendant – HBO Max
  - Emily in Paris – Netflix
  - The Great – Hulu
  - Ted Lasso – Apple TV+

- 2021: Hacks – HBO Max
  - The Great – Hulu
  - Ted Lasso – Apple TV+
  - Reservation Dogs – FX on Hulu
  - Only Murders in the Building – Hulu

- 2022: Abbott Elementary – ABC
  - The Bear – Hulu
  - Hacks – HBO Max
  - Wednesday – Netflix
  - Only Murders in the Building – Hulu

- 2023: The Bear – Hulu
  - Barry – HBO
  - Jury Duty – Freevee
  - Ted Lasso – Apple TV+
  - Abbott Elementary – ABC
  - Only Murders in the Building – Hulu

- 2024: Hacks – Max
  - The Bear – FX
  - The Gentlemen – Netflix
  - Nobody Wants This – Netflix
  - Abbott Elementary – ABC
  - Only Murders in the Building – Hulu